# Шастанские языки

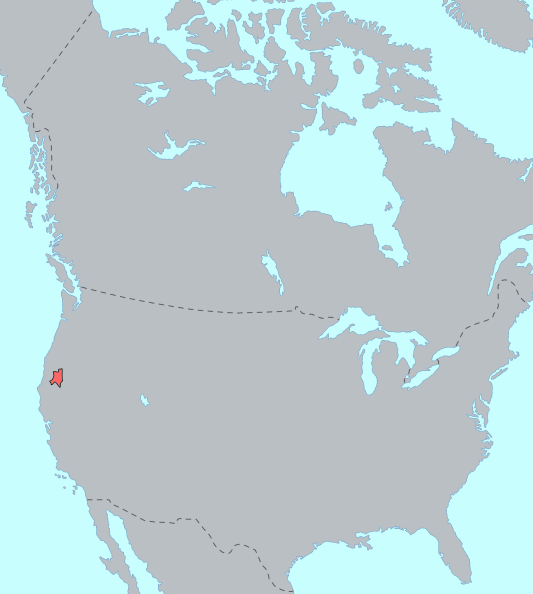
Распространение шастанских языков до контакта с европейцами

Шастанские языки, или языки шаста, — семья из 4 языков, распространённых ранее на севере Калифорнии и на юге Орегона.

## Состав
1. Кономиху (†)
2. Нью-Ривер-шаста (†)
3. Окванучу (†)
4. Шаста (или шастика) (†)

Все языки семьи шаста исчезли. Последние три пожилых носителя, говоривших на языке шаста, умерли в 1980-е гг.
Предполагается, что языки шаста входили в хоканскую макросемью.